# Місто у вогні (фільм, 1979)
«Місто у вогні» (англ. City On Fire) — художній фільм 1979 року спільного виробництва Канади та США, фільм-катастрофа, знятий режисером Елвіном Ракоффом. Фільм був знятий за участі «усіх зірок», що було традицією того часу. Головні ролі в цьому фільмі виконали Леслі Нільсен, Баррі Ньюмен, Генрі Фонда, Сьюзан Кларк, Ава Гарднер та Шеллі Вінтерс.
Фільм був частково фінансований канадською державною компанією «Телефільм Канади». Кошторис фільму був обмежений, тому при зйомках пожежі були використані кадри з уже існуючих фільмів, фотохронік та випусків новин. Самі події фільму частково відображають ганебне міське лихо в Техасі в 1947 році.
Прем'єра фільму відбулась 29 серпня 1979 року в Канаді, а через два дні в США. Фільм став невдалим і приніс збитки кінокомпанії: він мав обмежений прокат в США — збори від показу склали всього $784,181. У 1989 році фільм був повернений з небуття «Mystery Science Theater 3000» (жанр — комічна фантастика) як манерний фільм лиха — B movie.

## Сюжет
Сюжет розгортається навколо роздратованого державного службовця, який підпалює завод з очистки нефти, в результаті полум'я охоплює все місто. Різноманітні люди пробують або боротися з вогнем або втекти від нього, оскільки полум'я розповсюджується цілим містом.

## У ролях
- Баррі Ньюмен — доктор Франк Вітмен
- Сьюзан Кларк — Діана Брукгурст-Лаутрек
- Шеллі Вінтерс — медсестра Андреа Гарпер
- Леслі Нільсен — майор Вільям Дуглей
- Джеймс Франсискус — Джімбо
- Ава Гарднер — Меґґі Грейсон
- Генрі Фонда — шеф Альберт Ріслей
- Джонатан Велш — Герман Стовер
- Річард Донат — капітан Гаррісон Ріслей
- Мевор Мур — Джон О’Брайан
- Дональд Пілон — доктор Метвік
- Гіларі Лабоу — місіс Адамс
- Кен Джеймс — Ендрю
- Сек Ліндер — член ради Пелей
- Террі Гейґ — Террі Джеймс